# Bror Danielsson
Bror Danielsson, né le 28 août 1948, est un pilote de rallye suédois.

## Biographie
Il dispute 3 rallyes en IMC et 28 autres en WRC de 1973 à 1997, obtenant trois victoires de classe entre 1976 et 1977 avec son Opel Kadett GT/E.

## Palmarès

### Podium en WRC
- 2e du rallye de Suède, en 1977 avec son compatriote Ulf Sundberg sur Opel Kadett GT/E.

### Victoire en ERC
- Vainqueur du Rallye des Tulipes, en 1979 avec le britannique David Booth sur Ford Escort RS1800.